# 利娜·乔巴努
利娜·乔巴努（羅馬尼亞語：Lina Ciobanu；1929年3月22日—），本名利娜·盖尔格（Lina Gherghe），罗马尼亚共产党中央政治执行委员会委员、中央书记处书记，罗马尼亚副总理、全国妇女理事会主席、总工会中央理事会主席。1973年，作为政治陪衬与同是纺织女工出身的“第一夫人”埃列娜·齐奥塞斯库一起被选为中央政治执行委员会委员，被提拔到中央领导岗位后，大力推崇埃列娜·齐奥塞斯库，支持将埃列娜·齐奥塞斯库抬高到“二号领袖”的政治地位。

## 生平
1929年，出生于奥尔特县波特夸瓦乡的农民家庭。
1951年，为当地“红星”集体农庄的成员。
1936年，在家乡接受小学教育。
1943年，为纺织女工。
1946年，移居布加勒斯特，在珀泰克斯化学印染厂工作并加入工会和进步青年联合会。
1947年，入党。
1949年，在帕尔蒂萨纳纺织厂当纺织工人并任工厂党委委员，负责组织指导和宣传鼓动工作。
1951年，在布加勒斯特市“红旗格里维察”区委党校学习，留在党校任助理。
1953年，在“斯特凡·乔治乌”中央高级党校进修。
1954年，任布加勒斯特市党委妇女工作指导员和布加勒斯特市党委妇女工作部长。
1955年，任布加勒斯特市党委委员。
1957年，与机械化农业技术员、共产党员扬·乔巴努结婚，随即再在“斯特凡·乔治乌”中央高级党校学习。
1960年，任布加勒斯特市党委指导员。
1961年，任布加勒斯特市“五一”区党委第一书记。
1965年，罗共九大，为罗共中央候补委员。
1968年，任布加勒斯特市第二区党委第一书记兼区人民委员会执行委员会主席。
1969年，罗共十大，为罗共中央委员。
1971年，任全国人口委员会委员。
1973年，在罗共中央全会上当选为罗共中央政治执行委员会委员。7月，任人民委员会事务委员会副主席。
1974年，任全国人口委员会副主席。4月，任罗马尼亚全国妇女理事会主席。11月，罗共十一大，为中央政治执行委员会委员。
1975年，任轻工业部部长。
1979年，罗共十二大，仍为中央政治执行委员会委员。
1980年，任罗共中央党的组织、国家机关、群众组织和社会团体问题小组委员会成员。
1984年，任罗共中央书记处书记（唯一的女书记）。10月，任罗马尼亚总工会中央理事会主席。11月，罗共十三大，仍为中央政治执行委员会委员。
1986年，为全国劳动人民委员会副主席。
1987年，再任轻工业部部长。9月，任罗马尼亚社会主义共和国政府副总理。12月，兼任全国卫生委员会主席。
1988年，任国土和各地区系统化、提高农业组织和管理中央委员会成员。
1989年，罗共十四大，仍为中央政治执行委员会委员。12月，罗马尼亚革命。
1990年，被逮捕，军事检察机关指控她参与集体的“种族灭绝罪”。
1991年，被释放。
1992年，再次入狱，以共谋“严重谋杀罪”和共谋“特别严重谋杀未遂罪”被判处有期徒刑16年，剥夺公民权利8年。后心脏病发作送医救治，法院改判有期徒刑14年。
1994年，获特赦出狱。